# Левицкий, Александр Александрович
Левицкий Александр Александрович (укр. Левицький Олександр Олександрович; 22 мая 1921, Сахновщина, Константиноградский уезд, Полтавская губерния — 12 января 2002, Киев) — советский композитор.

## Биография
Александр Левицкий родился 22 мая 1921 года в селе Сахновщина Полтавской губернии, Российская империя. 
В 1961 году окончил теоретико-композиторский факультет Киевской консерватории. В период Великой Отечественной войны руководил армейскими ансамблями. В 1961—1967 годах художественный руководитель музыкальных коллективов Украинского телевидения и радио. С 1967 года старший преподаватель музыкальной кафедры Киевского театрального института.
Умер 12 января 2002 года в Киеве. Похоронен в селе Пирогове.